# 三峡石
三峡石又名三峡奇石，出产于三峡的观赏石。主要分布在峡江两岸的溪流河谷或崇山峻岭中。石源来自长江上游冲积到此和该区古老的前震旦系变质岩、沉积岩和前寒武纪侵入花岗岩。